# Полибутилен
Полибутилен (ПБ-1, polybutene-1, poly(1-butene), PB-1) — термопластичный полимер бутилена (бутена).
Полибутилен получают полимеризацией альфа-бутилена в присутствии катализаторов Циглера—Натта.
Профессор Джулио Натта (Giulio Natta), получивший в 1963 году Нобелевскую премию, «отец» полипропилена, был первым, кто синтезировал ПБ-1 в лабораторных условиях. Десять лет спустя, в 1964 году, химик Верк Хюльс (Werke Hüls) основал первое промышленное производство ПБ-1 в Европе.
Материал имеет высокую устойчивость к растрескиванию под нагрузкой, в 50 раз меньшую в сравнении с полиэтиленом ползучесть, высокие гибкость, износоустойчивость, морозостойкость, химическую стойкость.
Полибутилен применяют в системах холодного, горячего водоснабжения и отопления, в пищевой промышленности, медицине и в качестве упаковочного и изоляционного материала (срок  эксплуатации  труб  из  полибутилена PB-1 уже сейчас составляет более 50 лет). Трубы из полибутилена легко свариваются с образованием высоконадежного сварного соединения.
Полибутилен подлежит вторичной переработке. Трубы из полибутилена, имеют международный экологический сертификат Cradle to Cradle Silver.
После серии массовых аварий в Северной Америке полностью прекращено применение трубопроводов из полибутена.

## См. Также
- Деструкция полимеров
- Полиэтилен